# Nová Kelča
Nová Kelča je obec na Slovensku v okrese Vranov nad Topľou v Prešovském kraji, ležící na východním břehu vodní nádrže Veľká Domaša. Žije zde 330 obyvatel.

## Historie
První písemná zmínka o původní obci Kelča, která se nacházela na levém břehu řeky Ondavy, pochází z roku 1404. Stará Kelča, která patřila k největším obcím tehdejšího Stropkovského okresu, zanikla v letech 1965-1966, kdy byla zatopena vodami z přehradní nádrže Veľká Domaša. Ze staré Kelče se zachoval pouze kostel sv. Štěpána (slovensky kostol sv. Štefana kráľa), obehnaný kamennou hrází, bývalá hájovna a hřbitov. Obec Nová Kelča byla postavená na svažitém pozemku Stráň několik desítek metrů severozápadně od zaplaveného území.

## Pamětihodnosti
Nachází se zde římskokatolický barokní kostel svatého Štěpána z konce 18. století a nový kostel Nejsvětějšího Srdce Ježíšova.